# جيل بانير
جيل بانير (بالإنجليزية: Jill Banner)‏ هي ممثلة أمريكية، ولدت في 8 نوفمبر 1946 في الولايات المتحدة، وتوفيت بنفس المكان في 7 أغسطس 1982. بدأت مشوارها المهني سنة 1966.

## وصلات خارجية
- جيل بانير على موقع IMDb (الإنجليزية)
- جيل بانير على موقع ألو سيني (الفرنسية)
- جيل بانير على موقع أول موفي (الإنجليزية)
- جيل بانير على موقع قاعدة بيانات الأفلام السويدية (السويدية)
- جيل بانير على موقع قاعدة بيانات الفيلم (الإنجليزية)
- جيل بانير على موقع كينوبويسك (الروسية)